# Shoot Down the Moon
"Shoot Down the Moon" is een nummer van de Britse muzikant Elton John. Het nummer verscheen als de tiende en laatste track op zijn album Ice on Fire uit 1985. In 1986 zette Rob de Nijs een Nederlandstalige cover onder de titel "Open einde" op zijn album Vrije val. In januari 1987 werd het uitgebracht als de tweede single van het album.

## Achtergrond
"Shoot Down the Moon" is geschreven door Elton John en zijn gebruikelijke schrijfpartner Bernie Taupin en is geproduceerd door Gus Dudgeon. Het nummer werd oorspronkelijk geschreven voor de James Bond-film A View to a Kill, maar het werd niet gekozen als themanummer; in plaats daarvan ging deze eer naar A View to a Kill van Duran Duran. De instrumenten op het nummer worden gespeeld door John (piano), Pino Palladino (basgitaar) en Fred Mandel (synthesizers). Vooral het optreden van Palladino werd gewaardeerd.
"Shoot Down the Moon" werd door Belinda Meuldijk voorzien van een Nederlandse tekst en het resultaat werd "Open einde" genoemd. Deze versie werd opgenomen door Meuldijks toenmalige man Rob de Nijs. Het nummer gaat over een man die het verlies van een dierbare wil verwerken, maar dat niet kan doen omdat hij geen afscheid heeft kunnen nemen. De Nijs beschrijft het als een troostrijk lied dat hem hielp in de periode na het overlijden van zijn vader.
"Open einde" werd een kleine hit in Nederland; het bereikte de Top 40 weliswaar niet, maar kwam wel tot plaats 82 in de Nationale Hitparade Top 100. De B-kant van de single, "Vreemdeling", werd geschreven door Belinda Meuldijk en Frank Boeijen. "Open einde" is gecoverd door onder meer Ellen ten Damme tijdens The Passion 2016, Paskal Jakobsen in De Wereld Draait Door en Thomas Berge.

## Hitnoteringen
Alle noteringen zijn afkomstig van de versie van Rob de Nijs.

### Nationale Hitparade Top 100
| Hitnotering: 21-02-1987 t/m 04-04-1987 | Hitnotering: 21-02-1987 t/m 04-04-1987 | Hitnotering: 21-02-1987 t/m 04-04-1987 | Hitnotering: 21-02-1987 t/m 04-04-1987 | Hitnotering: 21-02-1987 t/m 04-04-1987 | Hitnotering: 21-02-1987 t/m 04-04-1987 | Hitnotering: 21-02-1987 t/m 04-04-1987 | Hitnotering: 21-02-1987 t/m 04-04-1987 | Hitnotering: 21-02-1987 t/m 04-04-1987 |
| Week                                   | 1                                      | 2                                      | 3                                      | 4                                      | 5                                      | 6                                      | 7                                      |                                        |
| -------------------------------------- | -------------------------------------- | -------------------------------------- | -------------------------------------- | -------------------------------------- | -------------------------------------- | -------------------------------------- | -------------------------------------- | -------------------------------------- |
| Positie                                | 88                                     | 90                                     | 88                                     | 82                                     | 94                                     | 90                                     | 90                                     | uit                                    |

### NPO Radio 2 Top 2000
| Nummer met noteringen in de NPO Radio 2 Top 2000 | '99 | '00 | '01 | '02 | '03 | '04 | '05 | '06 | '07  | '08 | '09  | '10  | '11  | '12  | '13  | '14  | '15  |
| ------------------------------------------------ | --- | --- | --- | --- | --- | --- | --- | --- | ---- | --- | ---- | ---- | ---- | ---- | ---- | ---- | ---- |
| Open einde                                       | 876 | -   | 500 | 693 | 800 | 773 | 779 | 764 | 1068 | 806 | 1183 | 1184 | 1361 | 1743 | 1623 | 1437 | 1962 |

1. ↑  Een '-' betekent dat het nummer niet was genoteerd en een vetgedrukt getal geeft de hoogste notering aan.
2. ↑  Deze tabel is bijgewerkt tot en met de laatste editie (2024).

### Evergreen Top 1000
| Evergreen Top 1000 "Open Einde" | Evergreen Top 1000 "Open Einde" | Evergreen Top 1000 "Open Einde" | Evergreen Top 1000 "Open Einde" | Evergreen Top 1000 "Open Einde" | Evergreen Top 1000 "Open Einde" | Evergreen Top 1000 "Open Einde" | Evergreen Top 1000 "Open Einde" | Evergreen Top 1000 "Open Einde" | Evergreen Top 1000 "Open Einde" | Evergreen Top 1000 "Open Einde" | Evergreen Top 1000 "Open Einde" | Evergreen Top 1000 "Open Einde" | Evergreen Top 1000 "Open Einde" | Evergreen Top 1000 "Open Einde" | Evergreen Top 1000 "Open Einde" | Evergreen Top 1000 "Open Einde" |
| Jaar                            | 2008                            | 2009                            | 2010                            | 2011                            | 2012                            | 2013                            | 2014                            | 2015                            | 2016                            | 2017                            | 2018                            | 2019                            | 2020                            | 2021                            | 2022                            | 2023                            |
| ------------------------------- | ------------------------------- | ------------------------------- | ------------------------------- | ------------------------------- | ------------------------------- | ------------------------------- | ------------------------------- | ------------------------------- | ------------------------------- | ------------------------------- | ------------------------------- | ------------------------------- | ------------------------------- | ------------------------------- | ------------------------------- | ------------------------------- |
| Positie                         | -                               | -                               | -                               | -                               | -                               | -                               | 505                             | 785                             | 451                             | 470                             | 226                             | 212                             | 153                             | 230                             | 212                             | 121                             |